# Simon Julien
Pour les articles homonymes, voir Julien.
Simon Julien né à Toulon le 28 octobre 1735 et mort à Paris le 24 février 1800 est un peintre, dessinateur et graveur français.
Il a longtemps été confondu avec son homonyme et contemporain, Jean-Antoine Julien, dit Julien de Parme (1736-1799).

## Biographie
Élève de l'école académique de Marseille, puis de Michel-François Dandré-Bardon à Paris, et enfin de Charles André van Loo au sein de l'école des Élèves protégés, Simon Julien obtient le prix de Rome en 1760, avec son Sacrifice de Manué (Le Mans, musée de Tessé). Il séjourne à Rome de 1763 à 1771. De retour à Paris, il travaille au décor de l'hôtel de la princesse Kinski, rue Saint-Dominique, puis à celui du Garde-Meuble de la Couronne. Agrée à l'Académie royale de peinture et de sculpture en 1779, son morceau de réception, Titon et l'Aurore, est refusé en 1789.

## Postérité
Christophe Marcheteau de Quinçay, attaché de conservation au musée des Beaux-Arts de Caen, travaille sur un catalogue raisonné de l'artiste.

## Œuvres dans les collections publiques
- Caen, musée des Beaux-Arts : 

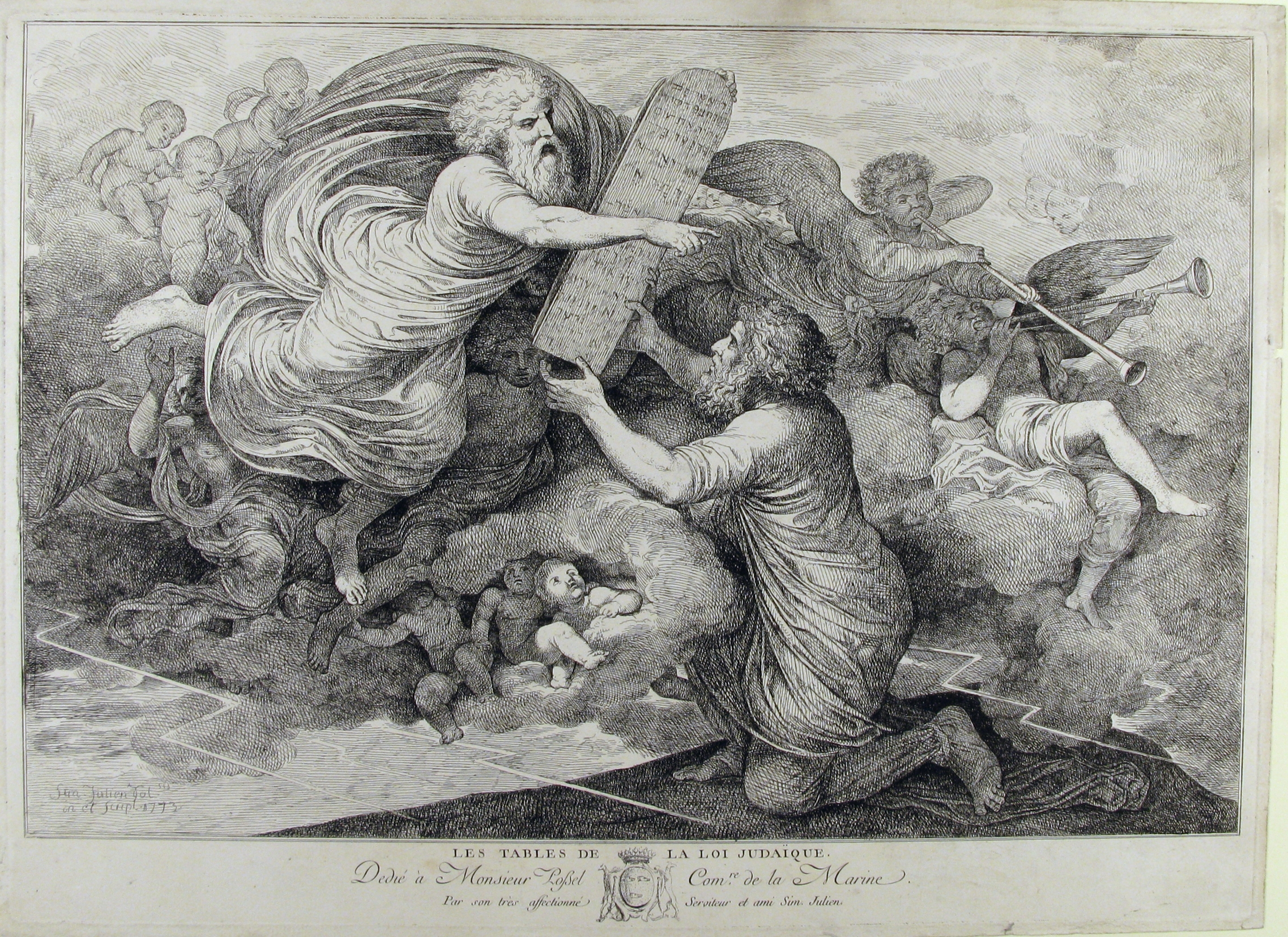
Les Tables de la Loi judaïque (1773), eau-forte, New York, Metropolitan Museum of Art.

  - Tithon et l'Aurore, dessin préparatoire, esquisse peinte et tableau final[3] ;
  - Joseph expliquant les rêves de deux fonctionnaires égyptiens, huile sur toile ;
  - Jésus chassant les marchands du Temple, huile sur toile ;
  - La Résurrection de Lazare, huile sur toile, pendant du précédent ;
  - Cléopâtre et Marc-Antoine, 1776, dessin.
- Le Mans, musée de Tessé : Le Sacrifice de Manué, huile sur toile[4].
- Paris, musée du Louvre :
  - Jésus chassant les vendeurs du Temple, huile sur toile[5].
  - La Résurrection de Lazare, huile sur toile[6].
  - L'Enlèvement de Psyché par Zéphyr, dessin[7].
  - Apollon faisant écorcher Marsyas, dessin[8].
- Quimper, musée des Beaux-Arts : La Rose enlevée[9].
- Toulon, musée d'Art de Toulon : La Mort de Virginie.

Œuvres de Simon Julien
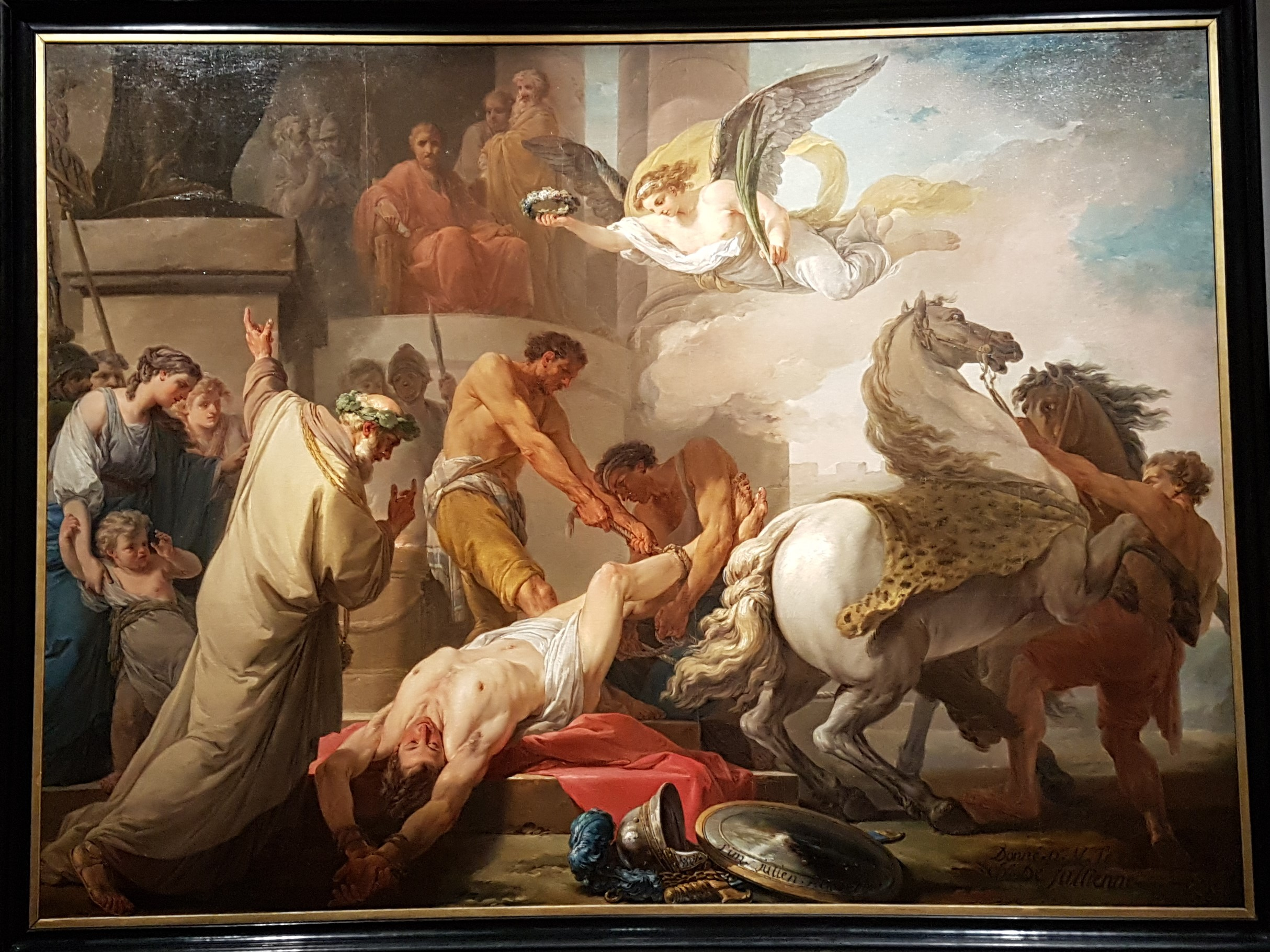
Le Martyre de saint Hippolyte (1762), primatiale Saint-Jean de Lyon.
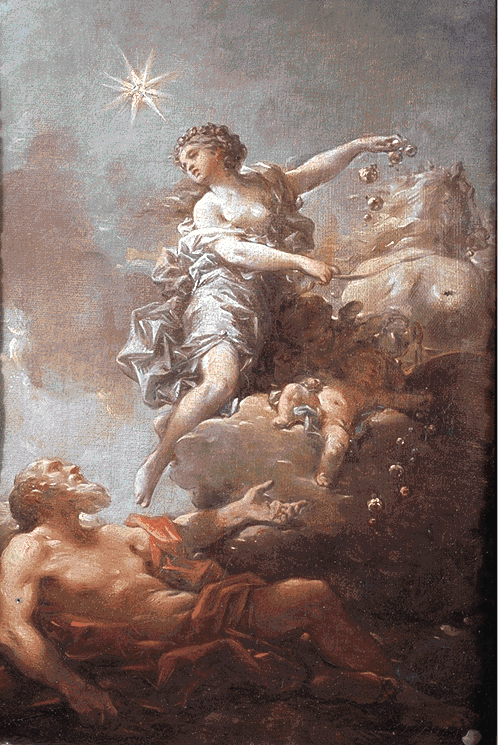
Tithon et l'Aurore (esquisse) (1783), musée des Beaux-Arts de Caen.
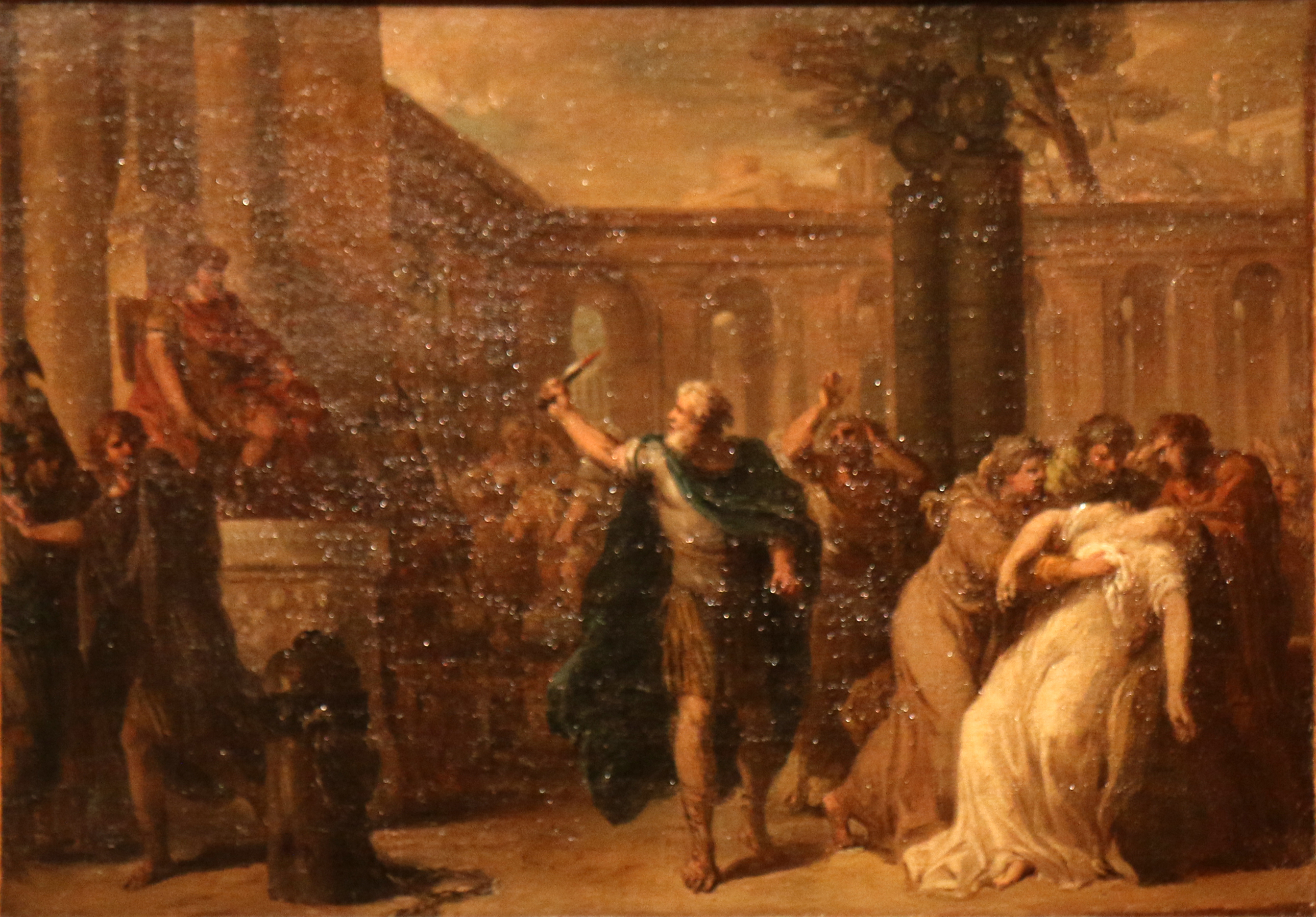
La Mort de Virginie, musée d'Art de Toulon.